# 9833 Рільке
9833 Рільке (9833 Rilke) — астероїд головного поясу, відкритий 21 лютого 1982 року.
Тіссеранів параметр щодо Юпітера — 3,598.